# Våla härad

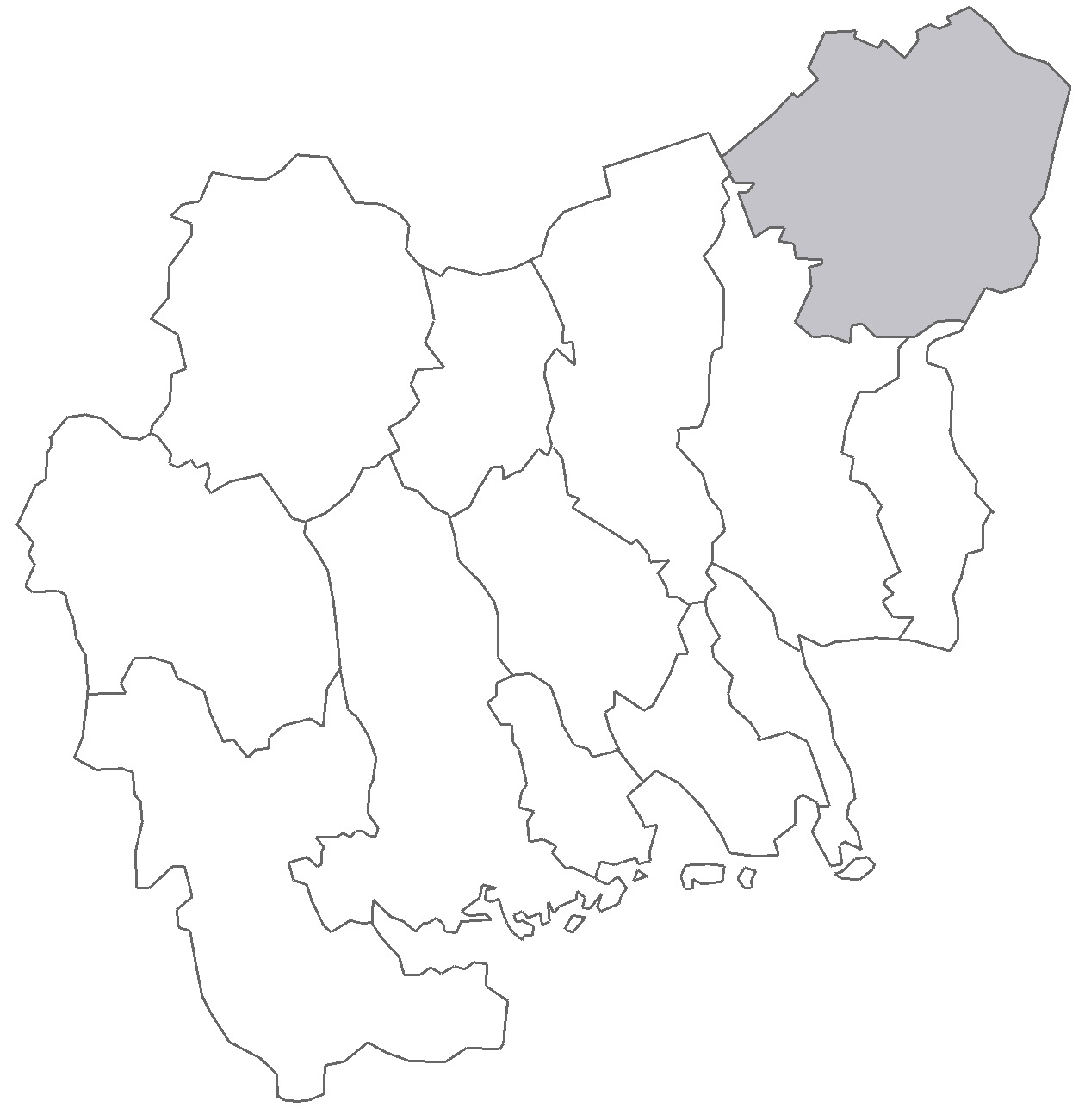
Våla härad i Västmanlands län (före kommunreformen 1971).

Våla härad var ett härad i västra Uppland. Häradet omfattade den nordliga delen av Heby kommun som sedan 2007 ligger i Uppsala län, efter att tidigare ha legat i Västmanlands län. Den totala arealen mätte drygt 807 km² och befolkningen uppgick år 1920 till 13 747 invånare. Tingsställe var till 1832 Våla för att då flytta till Östervåla. Från 1889 Heby och 1960 Sala.

## Geografi
Våla härad var beläget direkt söder om de av Dalälven genomflutna Färnebo- och Hedesundafjärdarna och är beläget i den trakt där Uppsalaslätten övergår i ett mer kompakt skogsområde. I öster återfinns sjön Tämnaren med dess tillflöde Åbyån och Harboån kring vilka häradet var beläget, och i öster Storån vilken mynnar i Färnebofjärden. Häradet gränsade i norr mot Gästrikland och Örbyhus härad i Uppsala län, i öster mot Norunda och Bälinge härader likaledes i Uppsala län, i söder mot Torstuna härad och i väster mot Simtuna härad.
Häradet saknade köpingar eller municipalsamhällen, men den största tätorten är numera Östervåla belägen cirka 50 km nordväst om Uppsala.

### Socknar
Våla härad omfattade fyra socknar:
- Harbo en mindre del före 1898 i Bälinge härad i Uppsala län
- Huddunge, större delen hörde fram till 1898 till Torstuna härad.
- Nora en mindre del före 1898 i Simtuna härad
- Östervåla

### Hamnor
- Åbygge hamna: Ettinga, Hovberga, Offerbo, Stärte, Upplanda, Åby, Åkerby och Äspenbo i Östervåla socken.
- Bodakarla hamna: Borgen, Bragdebo, Brunnsbo, Buckarby, Ettingbo, Helgansbo, Huggle, Jugansbo, Lagbo, Staffansbo och Västersälja i Östervåla socken
- Fågelsta hamna: Bärby, Fågelsta, Gällarbo, Gästbo, Hemmingsbo, Kanikebo, Korbo, Mångsbo, Runnebo, Sillebo, Skogbo och Tobbo i Östervåla socken
- Gräsbo hamna: Bjurvalla (2 mantal), Gräsbo, Lindsbro, Norrsälja, Olbo, Svedäng, Sätra, Tolbo och Vreta i Östervåla socken
- Bjurvalla hamna: Backa, Berg, Bjurvalla (1 mantal), Ginka, Gåvastbo, Horsskog, Långarsbo, Rickebo och Tängesbo i Östervåla socken samt Buckarby (2 mantal) i Nora socken
- Harbo hamna: Berg, Björken, Brattberg, By, Holm, Järlebo, Karbo, Käbbo, Marbäck, Marstalla, Norrsälja, Ramna, Risänge, Rudun, Solberg, Stalbo, Svina och Ön i Harbo socken
- Halsinge hamna: Barkan, Djurkarsbo, Domarbo och Granberga, Hallsjö, Hertigbo, Länna, Nordsjö och Rödje i Huddunge socken samt Boda, Brunnvalla och Siggberg i Nora socken
- Åbygge hamna: Holm, Högsbo, Lockarbo, Stalbo, Torp, Åby och Ärligbo i Nora socken
- Norbygge hamna: Andersbo, Buckarby (2 mantal), Buska, Drengsboda, Fallet, Gäddsjö, Hemmingsbo, Holvastby, Kerstinbo, Lakbäck, Ljusbäck, Nordmyra, Skinnarbo, Skärsjö, Ulebo samt Norr- och Sör Åsbo i Nora socken.

## Historia
Våla härad var en del av det medeltida uppländska folklandet Tiundaland. Dess namn kan härledas till år 1296 då det omnämndes i ett brev från ärkebiskopen Nils Allesson till domprosten Andreas And i Uppsala såsom Våla, eller på latin Valir. Namnet tros komma av ett ord för samling av omkullfallna trädstammar och ris, och återkommer år 1344 som Valbohundære, år 1346 som Valum, år 1446 som Vuala och år 1448 som Wala. Häradet är en gammal kulturbygd, med anor från yngre järnåldern och vendeltiden då bebyggelse började växa fram kring sjön Tämnaren och vattendragen omkring, men är jämfört med övriga Uppland ett sent befolkat område. Järnåldersgravar finns främst just kring Tämnaren, huvuddelen av skogsbygdernas byar förefaller ha uppkommit först under tidig medeltid. Den tidigaste skattelängden som definierar häradet är från år 1312, men i mitten av 1300-talet förefaller Våla härad ha varit en del av dåvarande Vendels härad. Det är någon gång under sent 1200-tal eller tidigt 1300-tal som Östervåla kyrka börjar uppföras, men det kan redan tidigare ha stått någon form av kyrkobyggnad på platsen och den kan rentav ha använts som kultplats redan under förkristen tid. Från 1300-talets början är även Aspnäs gårdskyrka och säteriet med samma namn belägna vid sjön Tämnarens strand. Från gården kom makten över en stor del av norra Uppland och hela Gästrikland att utgå under början av 1300-talet, då dess ägare hette Mats Kettilmundsson som till yrket var Sveriges rikshövitsman och en av de mäktigaste i landet vid den tiden. 
Häradets tingsplats låg från redan från 1500-talet på gästgivaregården i Åby strax öster om Östervåla, där den nuvarande byggnaden från 1700-talets slut fortfarande finns bevarad i gott skick och fortfarande används som gästgiveri. Tidigare tingsplatser har bland annat legat vid Ginka och vid Bjurvalla väster om orten.
Trots att häradet ursprungligen var och fortfarande är en del av landskapet Uppland och lydde under Örbyhus län kom det relativt tidigt att hamna inom föregångarna till Västmanlands län. Det var redan under Gustav Vasas tid som produktionen i Sala silvergruva satte igång, vars malmbrytning var mycket vedkrävande. I Våla härad fanns det gott om ved och det kom därför att föras till Salbergs län, som sedermera gick upp i Västerås län eller Västmanlands län som det numera heter. I 1800-talets början kom den kristna väckelserörelsen till norra Uppland, Erikjansismen fick här ett av sina starkare fästen, och även senare hade olika frikyrkoröresler här ett starkt fäste. Jordbruksmarken är stenig, svårbrukad och mager, och binäringar har varit viktiga för försörjningen. Tidigt var primitiv järnhantering en bisyssla för befolkningen. Redan i början av 1600-talet, såldes timmer, träkol och tjära av traktens bönder i Stockholm och Uppsala. Under andra hälften av 1600-talet blir sågade bräder en viktigare produkt. Laggkärlsförsäljning i Sala, Västerås, Gävle, Uppsala och Stockholm var också en viktig inkomställa. Med förbättrade kommunikationer och minskad skogstillgång ökade behovet av att förädla trävarorna från trakten. Under slutet av 1800-talet blir möbeltillverkning, i Östervåla socken särskilt stolar en betydande slöjdvara. Stoltillverkningen kom med tiden att utvecklas till en specialitet och profil för hela bygden, som idag går under namnet Stolsriket.
Häradets andra större tätort Tärnsjö i Nora socken växte fram i slutet av 1800-talet och blev ett stationssamhälle under 1900-talets början när järnvägen mellan Sala och Gävle drogs förbi här. Orten växer då till att bli större än hela socknen i övrigt.

## Län, fögderier, domsagor, tingslag och tingsrätter
Häradet hörde mellan 1641 och 1646 till Sala län, i övrigt fram till 2007 Västmanlands län då området övergick till Uppsala län. Församlingarna i häradet tillhör(de) Uppsala stift.
Häradets socknar hörde till följande fögderier:
Under 1300-talet liksom hela Tiundaland och Attundaland Stockholms fögderi. På 1400-talet överfördes det till det nybildade Uppsala gårds fögderi. 1541 tillhör häradet Örbyhus fögderi, men överfördes därefter 1549 till Salbergs fögderi.
- 1720-1880 Salbergs fögderi
- 1881-1945 Salbergs-Väsby fögderi
- 1946-1990 Sala fögderi för Östervåla Huddunge socken

Häradets socknar tillhörde följande domsagor, tingslag och tingsrätter:
- 1680-1887 Våla tingslag inom domsagan Simtuna, Torstuna, Våla, Över- och Yttertjurbo häraders domsaga från 1850-talet benämnd Västmanlands östra domsaga
- 1888-1970 Västmanlands östra domsagas tingslag inom Västmanlands östra domsaga

- 1971-2001 Sala tingsrätt och dess domsaga
- 2001-2006 Västmanlands tingsrätt
- 2007- Uppsala tingsrätt och dess domsaga

### Webbkällor
- Nationella arkivdatabasen för uppgifter om fögderier, domsagor, tingslag och tingsrätter